# Клейн, Кэссиди
Кэссиди Клейн (англ. Cassidy Klein; род. 29 мая 1991 года, Калифорния, США) — американская порноактриса. Лауреат премии XBIZ Award в категории «Лучшая актриса тематического фильма — пары» (2017).

## Карьера
Имеет английское, немецкое, ирландское, шотландское и кубинское происхождение. Родилась и выросла в Южной Калифорнии. С детства занимась танцами и балетом. Продолжительное время работала няней. Хотела стать специалистом по гемодиализу, но бросила обучение.
Вошла в порноиндустрию в начале 2014 года. В начале карьеры снималась под псевдонимом Бриджит Бонд (англ. Bridget Bond), но позднее решает сменить псевдоним. Также снимается в качестве веб-модели на сайте Flirt4Free. В видео Fuck Games студии Brazzers впервые снялась в сцене анального секса. Актрису представляет агентство талантов Nexxxt Level.
В сентябре 2016 года стала девушкой месяца Girlsway.
В январе 2017 года за работу в фильме New Beginnings удостоилась премии XBIZ Award в категории «Лучшая актриса тематического фильма — пары».
На текущий момент (апрель 2018 года) снялась в более чем 260 порнофильмах.

## Награды и номинации
| Год  | Награда                    | Результат | Категория                                                                    | Фильм                                     |
| ---- | -------------------------- | --------- | ---------------------------------------------------------------------------- | ----------------------------------------- |
| 2016 | AVN Award                  | Номинация | Лучшая новая старлетка                                                       | н/д                                       |
| 2016 | AVN Award                  | Номинация | Награда поклонников: самый горячий новичок                                   | н/д                                       |
| 2016 | XBIZ Award                 | Номинация | Лучшая новая старлетка                                                       | н/д                                       |
| 2017 | AVN Award                  | Номинация | Лучшая актриса                                                               | Little Red: A Lesbian Fairy Tale          |
| 2017 | AVN Award                  | Номинация | Награда поклонников: самая эпическая задница                                 | н/д                                       |
| 2017 | Spank Bank Technical Award | Победа    | Most Flexible Thespian Tart                                                  | н/д                                       |
| 2017 | XBIZ Award                 | Номинация | Исполнительница года                                                         | н/д                                       |
| 2017 | XBIZ Award                 | Номинация | Лучшая актриса — лесбийский фильм                                            | Little Red: A Lesbian Fairy Tale          |
| 2017 | XBIZ Award                 | Номинация | Лучшая актриса — лесбийский фильм                                            | Telepathy: a Mantis Origin Story          |
| 2017 | XBIZ Award                 | Номинация | Лучшая актриса — полнометражный фильм                                        | New Beginnings                            |
| 2017 | XBIZ Award                 | Победа    | Лучшая актриса тематического фильма — пары                                   | New Beginnings                            |
| 2017 | XBIZ Award                 | Номинация | Лучшая сцена секса — только девушки (вместе с Карлой Куш и Эй Джей Эпплгейт) | Telepathy: a Mantis Origin Story          |
| 2018 | AVN Award                  | Номинация | Лучшая актриса                                                               | Conflicted                                |
| 2018 | XBIZ Award                 | Номинация | Лучшая актриса — комедийный фильм                                            | Conflicted                                |
| 2018 | XBIZ Award                 | Номинация | Лучшая сцена секса — комедия (вместе с Майклом Вегасом и Эшли Адамс)         | How I Fucked Your Mother: A DP XXX Parody |
| 2018 | XBIZ Award                 | Номинация | Лучшая сцена секса — пары (вместе с Мики Модом)                              | The Darker Side of Desire                 |

## Избранная фильмография
- 2014 — I Seduced My Brother
- 2014 — Seduced by a Real Lesbian 15
- 2015 — A Hotwife Blindfolded 2
- 2015 — Anal Cuties 3
- 2015 — Evil Amateurs[15]
- 2015 — New Anal Recruits 2
- 2015 — Wanted
- 2016 — Cum Swallowing Teens
- 2016 — Perverse Teenage Massage
- 2017 — Anal Threesomes 2
- 2017 — My Dad’s Hot Girlfriend 34
- 2017 — Sensual Moments 6